# Victor Scheppers
Victor Scheppers - voluit Victor Jan Baptist Corneel Scheppers - (Mechelen, 25 april 1802 - aldaar, 7 maart 1877) was een Vlaams priester die twee congregaties stichtte: Broeders van Scheppers of Broeders van Onze-Lieve-Vrouw van Barmhartigheid en Zusters van Onze-Lieve-Vrouw van Barmhartigheid. 

## Leven
Hij was de jongste uit een welstellend gezin van vier kinderen. Zijn ouders behoorden tot de hogere burgerij. Zijn vader was brouwer. Zijn moeder stierf toen hij nog maar 13 jaar was. Hij volgde eerst onderwijs in Mechelen en daarna tot 1820 in Aalst.
Op 13 april 1832 werd hij door aartsbisschop Engelbertus Sterckx tot priester gewijd. Zijn levensspreuk was Honor Deo, Labor mihi, Utilitias proximo ("God de eer, mij het werk, de naaste het nut"). Scheppers zette zich in voor verwaarloosden, gevangenen, minderjarige delinquenten en kinderen die geen onderwijs konden volgen. Zijn vader, Corneel Jean Joseph Scheppers, was stichter en eigenaar van het Kasteel Tivoli, in 2025 deel van het Tivolipark in Mechelen, toen zijn tweede verblijf. Victor Scheppers kreeg een pand van zijn ouders in de Begijnenstraat te Mechelen. Het was hier dat hij vanaf februari 1835 een middag- en zondagschool oprichtte en godsdienstonderricht gaf aan kinderen en jonge arbeiders van zijn buurt. Hij woonde vanaf 1844 in zijn kluister aan de Melaan in het centrum van Mechelen. Kasteel Tivoli werd verkocht om de kosten van Scheppers' erfenis te betalen (1877) aan Martin Van Diepenbeek, Mechelse brouwer.

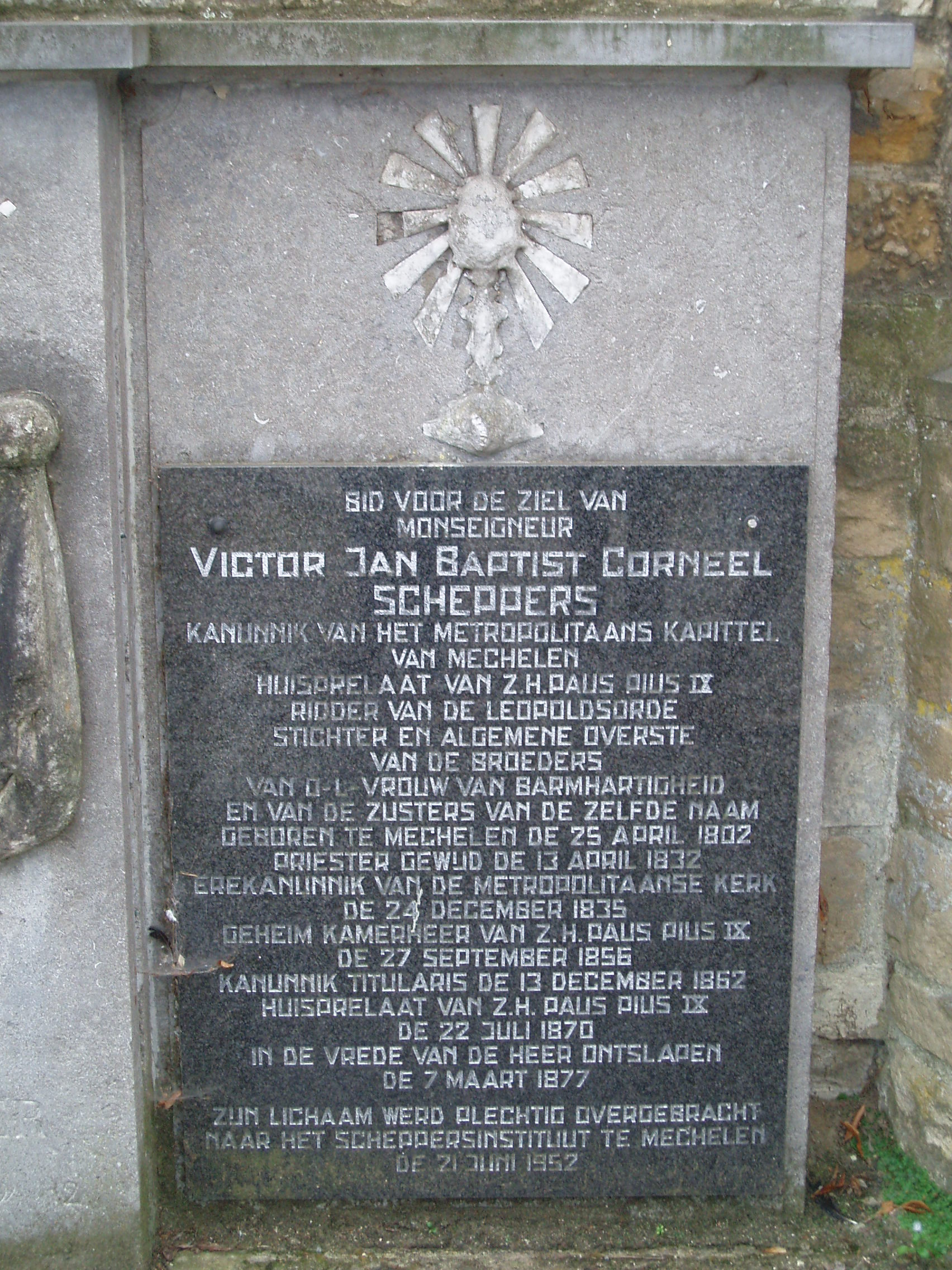
Herdenkingssteen van Victor Scheppers aan het familiegraf aan de kerk van Walem.

Victor Scheppers stierf in 1877 na een tien jaar aanslepende pijnlijke ziekte: hij had graveel (niergruis) en later ook blaasstenen. Hij werd begraven in de grafkelder van de familie in Walem. Op 21 juli 1952 werd zijn stoffelijk overschot overgebracht naar het Scheppersinstituut in Mechelen, waar een speciale grafkapel werd ingericht.

## Ordestichting en andere initiatieven
Victor Scheppers stichtte op 25 januari 1839 de congregatie van de Broeders van Onze-Lieve-Vrouw van Barmhartigheid. Deze congregatie richtte zich op zorg voor gevangenen, onderwijs en andere liefdadigheid. Ze gingen wonen in de gevangenissen van Vilvoorde, Aalst en Gent, en in het tehuis voor minderjarige veroordeelden te Sint Hubert en later te Namen. De jeugdige delinquenten kregen van de broeders basisonderwijs en ze kregen een stiel aangeleerd. Andere initiatieven zouden volgen. In 1854 werden ze door paus Pius IX uitgenodigd om ook in Rome actief te worden. In 1855 gingen ze ook in Engeland aan de slag.
In 1854 werd de congregatie van Zusters van Onze-Lieve-Vrouw van Barmhartigheid officieel erkend door kardinaal Sterckx. Zij waren vooral actief in de bejaardenzorg en het onderwijs. Zij begonnen in Mechelen, maar later ook in Halle en Walem.
Naast het oprichten van congregaties, nam hij verschillende andere sociale initiatieven. In 1846 richtte hij in Mechelen samen met kanunnik Bosmans en enkele burgers de Maatschappij van Voorziening op, die al snel 300 leden telde. Dit was een soort ziekenfonds avant la lettre. Mits een kleine bijdrage, konden leden bij ziekte een kleine ziekte-uitkering krijgen.
In 1851 richtte hij in Mechelen het genootschap Sint-Vincentius a Paulo op. Dit bestond uit vooraanstaande burgers die zich inzetten voor de armen.

## Erkenning
Omwille van zijn verdiensten verleende paus Pius IX hem op 27 september 1856 de pauselijke eretitel van Geheim Kamerheer en kreeg daarmee de titel van Monseigneur. Bij die gelegenheid koos hij de spreuk In nitore constat ("in schoonheid volharden"). 
Door de bisschop van Mechelen werd hij benoemd tot erekanunnik en in 1862 tot kanunnik titularis van de Sint-Romboutskathedraal.
Op 20 juli 1870 werd hij door de paus benoemd tot huisprelaat van Zijne Heiligheid.
Op 26 april 1872 werd hij benoemd tot ridder in de Leopoldsorde.
Op 16 maart 1987 werd hij door paus Johannes Paulus II eerbiedwaardig verklaard.